# Thelymitra pulcherrima
Thelymitra pulcherrima är en orkidéart som beskrevs av Jeffrey A. Jeanes. Thelymitra pulcherrima ingår i släktet Thelymitra och familjen orkidéer. Inga underarter finns listade i Catalogue of Life.